# Вернер, Михаил Николаевич
Михаил Николаевич Вернер (1870—не ранее 1920 года) — русский военный деятель, полковник РИА, генерал-майор Белой армии.

## Биография
Родился 12 мая (24 мая по новому стилю) 1868 года в православной дворянской семье Симбирской губернии.
Обучался в Симбирском кадетском корпусе. В военную службу вступил 1 сентября 1886 года. Затем окончил 1-е военное Павловское училище и был выпущен в 118-й пехотный Шуйский полк. Подпоручик с 1887 года, поручик с 1891 года, штабс-капитан с 1898 года. Окончил Офицерскую стрелковую школу, получив чин капитана в 1900 году. Затем с 1905 года служил в 234-м Сызранском резервном батальоне. В подполковники был произведён в 1911 году. По состоянию на май 1913 года Михаил Вернер служил командиром 9-й роты 195-го пехотного Оровайского полка, расположенного в Нижнем Тагиле.
Участник Первой мировой войны — вместе с Оровайским полком убыл на фронт, принимал участие в боевых действиях в Галиции. Затем был начальником хозяйственной части полка, позже — временно исполнял должность командира полка. Командир батальона 169-го пехотного запасного полка — с ноября 1915 года, звание полковника получил в этом же году. Командиром 169-го пехотного запасного полка стал в 1916 году. 12 апреля 1917 года М. Н. Вернер был зачислен в резерв чинов при штабе Казанского военного округа.
После Октябрьской революции, Михаил Вернер стал участником Белого движения на востоке России. Участвовал в формировании 2-й стрелковой кадровой дивизии в Екатеринбурге, которая 16 декабря 1918 года была переименована во 12-ю Уральскую стрелковую дивизию и в январе 1919 года была включена в состав 6-го Уральского корпуса Западной армии. Был командиром 1-й бригады 12-й Уральской стрелковой дивизии с марта 1919 года. Участвовал в весеннем наступлении армий адмирала А. В. Колчака, принимал участие в боях на Уфимском фронте под Уфой, Златоустом и Челябинском. Получил чин генерал-майора в июне 1919 года. С ноября этого же года находился в резерве чинов при штабе Иркутского военного округа и стоял на военном учёте при управлении коменданта Иркутска. 31 марта 1920 года медицинской комиссией Иркутского губернского военкомата по состоянию здоровья был признан подлежащим увольнению с военной службы.
Дальнейшая судьба Михаила Николаевича Вернера неизвестна.
Был женат на Ольге Дмитриевне Садовниковой, дочери поэта, фольклориста и этнографа — Дмитрия Николаевича Садовникова. Сын — Дмитрий родился в 1894 году.

## Награды
- Был награждён орденами Св. Станислава 2-й степени (1912), Св. Анны 2-й степени (1912), Св. Владимира 4-й степени с мечами и бантом (1915), Георгиевским оружием (1915)[4].
- 17 марта 1896 года награжден серебряной медалью «В память царствования императора Александра III».